# 推回

1980年代的冷戰局勢圖。 美國總統里根上台後，一改先前歷任總統的緩和政策和圍堵政策，選擇對蘇聯進行強硬的直接性對抗。

推回（英語：Rollback）在政治學裡指的是以強硬手段讓一個國家的政策改變，例如政權更替就是推回的手段之一。與推回相反的則是強調防止其他國家影響力擴張的圍堵政策，以及強調與其他國家和平相處的緩和政策。在國際關係上，推回最知名的現實世界例子是在冷戰中美國對蘇聯和其他共產主義國家的政策。在冷戰前期，美國曾兩次嘗試使用推回策略—在1950年的韓戰和1961年的古巴，兩次都以失敗告終，而在1953年的東德六一七事件和1956年匈牙利十月事件中美國決策者也曾考慮進行推回，但最後因為擔憂蘇聯干預而引發世界大戰因而作罷。
到了1980年代，美國總統罗纳德·里根受到傳統基金會等保守派智庫的影響，開始廣泛的推回作為對抗他所稱的「邪惡帝國」（蘇聯）的主要策略，並且在1980年代初期將冷戰白熱化，直到1985年改革派的蘇聯共產黨總書記戈巴契夫上台為止。1983年美國入侵格瑞那達將馬克思主義政變形成的政權推翻，成為推回策略最著名的例子。儘管歷史學家對其決定性仍抱持著不同的意見，一般都認為里根在1980年代初採取的強硬派策略和對蘇聯的各種攻勢大幅加快了蘇聯體制的崩壞，並且迫使蘇聯共產黨高層在經歷兩任總書記尤里·安德羅波夫和契爾年科的短暫任期後，選擇年輕的改革派來領導蘇聯，而非延續勃列日涅夫的路線。
在冷戰之後，北約在2001年的阿富汗戰爭中也採用了推回的策略來推翻塔利班政權。在歷史上，美國決策者曾利用推回策略來打擊敵對勢力影響力的衝突包括了南北內戰（1861-65）、第一次世界大戰（1918年擊敗德意志帝國）、第二次世界大戰（1943年擊敗義大利、1945年納粹德國、1945年日本）、1953年伊朗政變（推翻穆罕默德·摩薩台）、巴拿馬（1989）、伊拉克戰爭（推翻薩達姆·海珊）。在2014年9月，伊斯兰国斬首兩名美國女記者后，美國總統奥巴马宣布：“美国将组织一个庞大的联盟反击这种恐怖威胁。我们的目标是明确的：我们将通过全面和持续的反恐战略，削弱并最终消灭ISIL。”。2020年7月23日，在中国政府以港版國安法鎮壓反送中運動後，美國國務卿蓬佩奧發表《共產中國與自由世界的未來》演說，宣佈美國將與志同道合的國家建立的一個新的民主聯盟，以改變共產中國。
在今天，推回策略一般也常被稱為政權更替。

## 冷戰中的推回

### 早期
在美國的戰略術語上，推回指的是對一個國家的軍力進行徹底的消滅並且佔領其領土，例如南北內戰中對南方的美利堅邦聯的入侵，以及第二次世界大戰中對德國和日本的作戰。
美國的保守派作家詹姆士·伯納姆（James Burnham）首先提出推回的概念，並且主張用推回來對抗蘇聯，這個概念也獲得當時一些人的支持，杜魯門政府在韓戰中便試著以推回策略來打擊朝鲜對韓國的侵略。當時爭論的話題之一在於是否應該以推回策略來對抗蘇聯於1953-56年之間於東歐鞏固鐵幕的種種舉動，最後美國決策者沒有採用此策略。
而美國政府用以取代推回政策的，則是以各種心理戰手段來打擊共產主義和共產政權的正當性，並且對反共的游擊隊和異議人士提供部分支援。這種心理戰早在1945年的東歐便開始被運用，包括了試圖向蘇聯非法併吞的波羅的海國家和烏克蘭下的反共游擊戰士提供武器。類似的行動也在1949年於阿爾巴尼亞進行，但因為潛伏英國的蘇聯間諜金·費爾比暗中提供蘇聯情報而導致整個行動的失敗，並且使得美國的特務遭逮捕和處決。但此种方式并没有被放弃，它在后来的苏军入侵阿富汗时美国在当地扶持抵抗势力起到了很大的作用。

### 韓戰
在韓戰中，美國和聯合國正式的替推回的策略背書，要以多國部隊擊退朝鲜對南韓的入侵，並且考慮一併推翻整個朝鲜統治。然而儘管一開始戰事順遂，美軍穿越38度線後攻入北韓的舉動卻引來了中國共產黨的干預，使得毛澤東派遣大軍進入朝鲜與聯合國軍交戰。率領多國部隊的道格拉斯·麥克阿瑟堅持運用推回擊退共產主義在亞洲的影響，然而杜魯門沒有採用此方案，美國並且在後來與中國和朝鲜談判達成停火，在那之後美國的決策者便拋棄了推回，改以圍堵政策作為應付蘇聯和共產主義的大戰略。在战争期间美国只在1950-1951年早期使用了推回战略。

### 中國
在1950年11月，美國政府構思出了相當具野心的「白紙行動」（Operation Paper），計畫支援遺留在緬甸的國民黨軍隊，也就是由李彌將軍率領的國軍第93師，入侵當時由共產黨佔據的雲南南部，作為日後台北的國民黨政府反攻大陸的試驗。然而李彌派遣進雲南的部隊都很快地遭到擊退，在1952年8月最後一次攻勢失敗後，美國便減少了對此計畫的支援。

### 艾森豪和杜勒斯

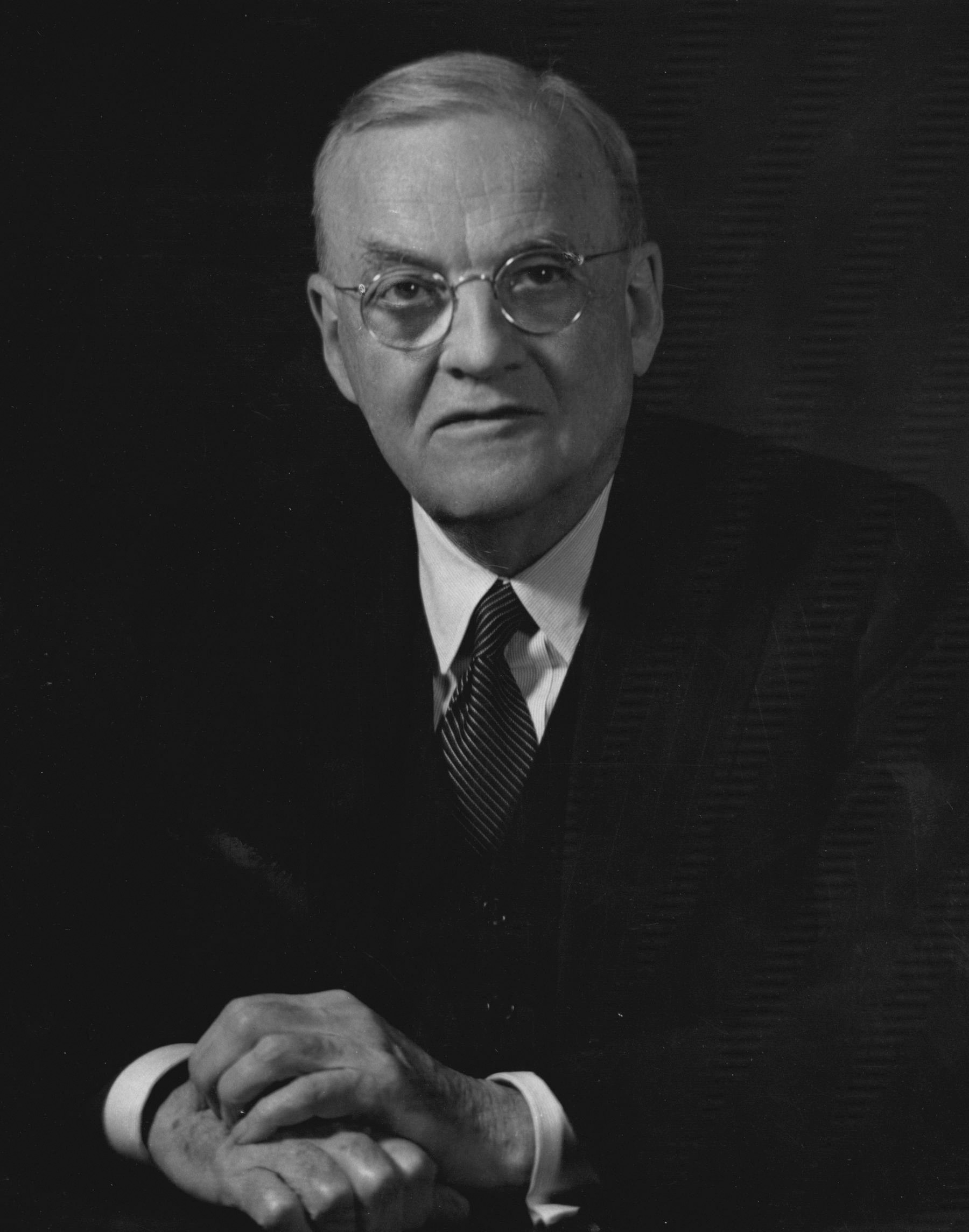
約翰·福斯特·杜勒斯，是冷戰初期在美國國內提倡推回政策十分積極的政治家之一，他亦是美國共和黨內鷹派的代表人物。

共和黨的政治家約翰·福斯特·杜勒斯是推回策略的大力支持者，他在1949年說：
|  | 我們要明確的向數千萬水深火熱下的東歐和亞洲人民表達一個訊息，那就是我們不會接受當前蘇聯共產主義加諸在他們身上的暴政和奴役，我們的外交政策是要達成對他們的最終解放。 |

在1952年的共和黨全國大會上，德懷特·艾森豪威爾也同意了這個立場，並在當年當選為總統，還指派杜勒斯擔任他的國務卿。在艾森豪威尔任內，他開啟了對於共產主義的一系列心戰措施，包括了由美國國會支援的自由歐洲電台的播放，試圖以此在東歐傳播反共的訊息。然而，艾森豪威尔仍然採用了比推回更保守的圍堵政策作為對付蘇聯的主要策略，在1953年的國家安全委員會NSC 162/2檔案中明確定下這個立場，於是拋棄了在歐洲使用推回策略的機會。
艾森豪威尔在同時倚賴中情局的能力，以隱密的活動來顛覆與美國為敵的小規模共產國家，並且以經濟和軍事援助來鞏固與美國友好的親西方國家。推回策略的成功例子之一是1953年伊朗政變，由中情局與英國合作一同推動政變推翻了親蘇聯的穆罕默德·摩薩台，並且重新讓沙王穆罕默德-禮薩·巴列維掌權
。

### 匈牙利
在1956年10月到11月的匈牙利起義中，艾森豪威尔決定不採用推回策略，擔心此策略可能會引發與蘇聯的對抗而導致核戰爭。
批評者則認為美國在匈牙利革命中的無所作為損失了推回蘇聯影響的大好機會，當時改革派領袖納吉·伊姆雷宣布匈牙利將會從華沙公約中脫離，然而當他和其他起義的匈牙利人民呼籲西方協助抵抗入侵的蘇聯軍隊時，艾森豪威尔覺得在匈牙利這樣內陸的國家進行干預的風險過高，擔心與蘇聯爆發核戰的風險，而他的國務卿約翰·福斯特·杜勒斯則錯誤的以為納吉·伊姆雷抱持的是親蘇的立場。
杜勒斯在1956年10月25日向美國駐貝爾格勒的大使館發出了一封電報，指出他擔憂納吉·伊姆雷可能會對匈牙利起義的自由鬥士「採取不利動作」。美國國務院的官員在隔天便對納吉·伊姆雷的政府抱持最壞打算，在私下的官方備忘錄中稱匈牙利政府與蘇聯並沒有兩樣，幾天之後蘇軍在11月4日大舉入侵匈牙利，證明了美國決策者犯下了大錯。
艾森豪威尔和杜勒斯兩人都將注意力放在蘇伊士運河危機上，兩件事在當時同時佔據了國際新聞的頭條。蘇伊士運河危機嚴重妨礙了美國對匈牙利革命採取實際行動的機會，主要不是因為美國決策者的注意力被轉移，而是因為美國在支援英法控制蘇伊士運河的同時，在道德上很難對於蘇聯對匈牙利的侵犯進行譴責。如同當時副總統理查·尼克森後來所說，美國很難在幫助英法對抗賈邁勒·阿卜杜-納賽爾的同時譴責蘇聯於匈牙利的行徑。

### 雷根政府

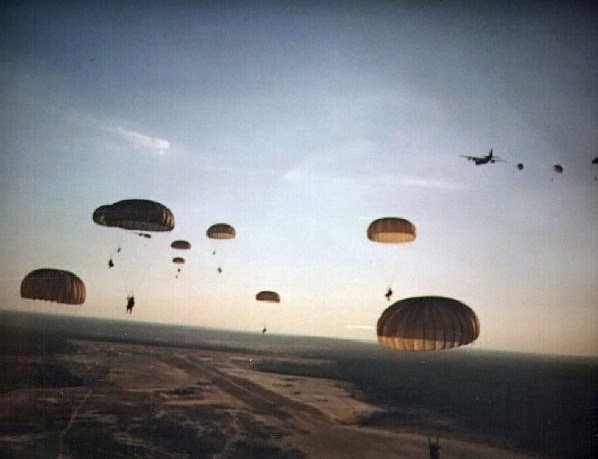
美國陸軍遊騎兵在緊急狂暴行動中空降入侵格瑞那達，1983年10月25日。里根的外交政策強調以對蘇聯的強硬攻勢來尋求冷戰的勝利。

然而到了1980年，推回策略開始獲得主要的重視和支持，受傳統基金會等美國保守派影響的美國總統羅纳德·雷根在1981年執政，很快便開始向各地的反共組織提供武器和其他支援，包括了阿富汗、安哥拉、柬埔寨、尼加拉瓜等地，並且在1983年成功的入侵格瑞那達，推翻了剛透過政變成立的馬克思主義政權，此次入侵是推回策略的經典展示，是在韓戰之後首次由美國軍隊明確以推翻共產主義政府作為入侵目標所進行的行動，同時也讓莫斯科擔憂美國下一步會針對哪個國家進行推回雷根在第三國家的干預政策後來被稱為「雷根主義」，推回策略尤其在中美洲被廣泛運用，包括了格瑞那達、尼加拉瓜等。
推回策略的批評者則主張雷根的做法導致了所謂的「反彈效應」（Blowback）－亦即對他國干預所可能產生的長期負面作用，同時主張推回會造成第三世界不必要的衝突升溫。然而，許多推回的策略實行的確引發了蘇聯的讓步，尤其在後來蘇聯在1989年從阿富汗全面撤軍。對此Jessica Martin評論：「就推回這個策略來說，美國對於反叛勢力的支持，尤其在阿富汗，對蘇聯的資源和人力造成龐大損耗，最後成為該國整體危機和瓦解的原因之一。」
尋求民族自決的運動在1989年於東歐和蘇聯內部全面爆發，幾乎所有的東歐衛星國都和平地從蘇聯脫離，推回了共產主義的影響，唯一的例外是在羅馬尼亞的革命，因為當局的暴力鎮壓而有流血產生，東德並且與西德統一。在1991年15個剩餘的蘇聯加盟共和國一起宣布他們的主權高過蘇聯本身的主權，也因此蘇聯在1991年12月25日正式解體，美國也終於推回了整個歐洲的共產主義。

### 歐巴馬政府
在2014年9月，由於伊斯蘭國斬首兩名美國女記者激起美國民眾和輿論的憤怒，並取得了敘利亞和伊拉克大部分地區的控制權後，美國總統歐巴馬宣布了一項在中東的推回政策。他宣布：
|  | 美國將組織一個龐大的聯盟反擊這種恐怖威脅。我們的目標是明確的：我們將通過全面和持續的反恐戰略，削弱並最終消滅ISIS。 |

### 川普政府

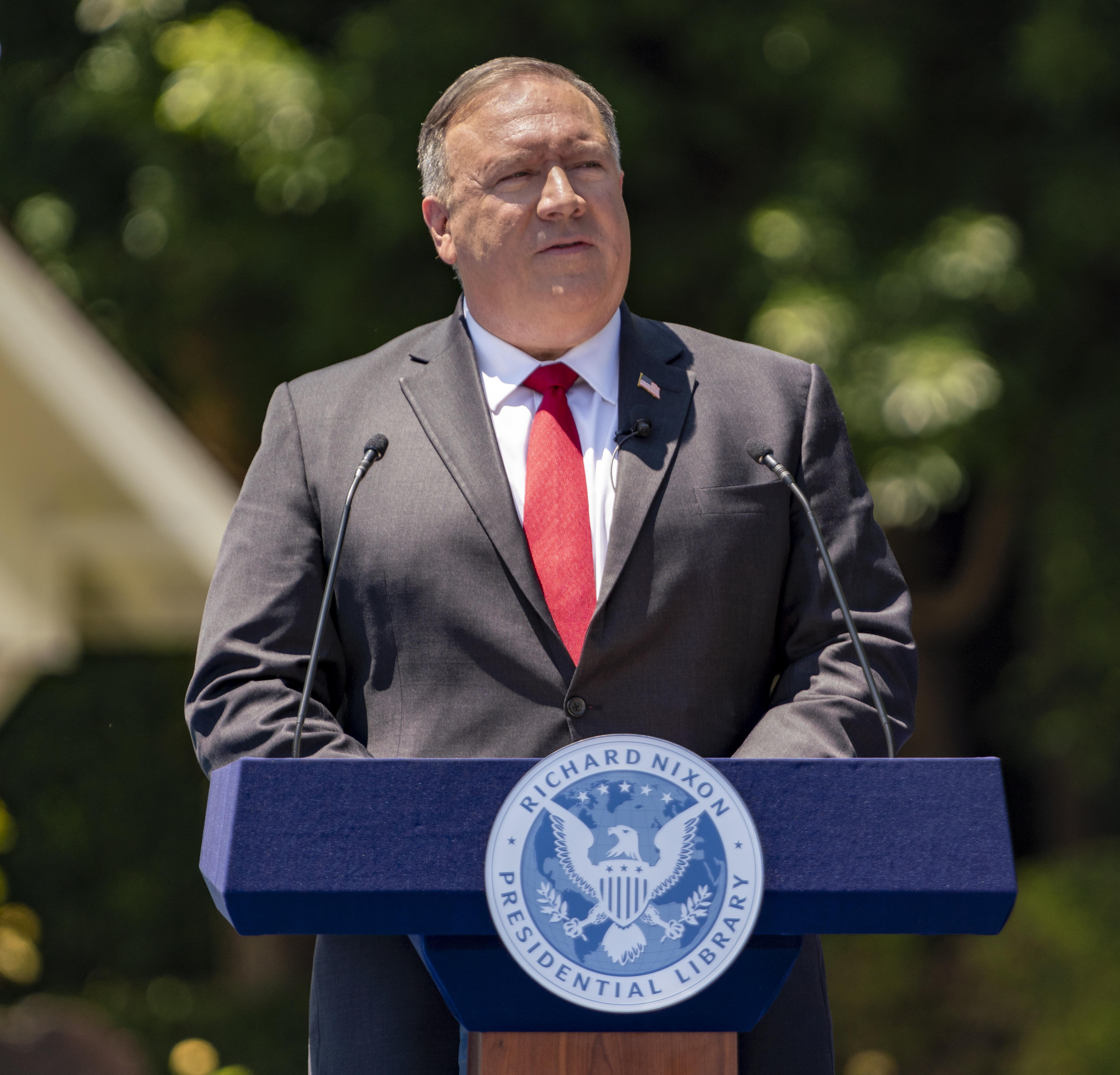
美國國務卿邁克·蓬佩奧在尼克松總統圖書館暨博物館發表《共產中國與自由世界的未來》演說，2020年7月23日。該演説徹底扭轉美國數十年來對中國共產黨的「接觸政策」，對日後美中關係影響深遠。

在2020年7月23日，美國國務卿邁克·蓬佩奧在尼克松總統圖書館暨博物館發表《共產中國與自由世界的未來》演說，明確指出中國共產黨對全球的威脅，呼籲自由世界團結起來改變共產中國。蓬佩奧說：
|  | 如果自由世界不改變共產中國，共產中國肯定會改變我們。從中國共產黨手中確保我們的自由是我們這個時代的使命，而美國處於領導這個使命的最佳位置，因為我們的建國原則給了我們這個機會。 |

## 擴展閱讀
- Bodenheimer, Thomas, and Robert Gould. Rollback!: Right-wing Power in U.S. Foreign Policy (1999), hostile to the strategy
- Bowie, Robert R., and Richard H. Immerman. Waging Peace: How Eisenhower Shaped an Enduring Cold War Strategy (1998).
- Borhi, László. "Rollback, Liberation, Containment, or Inaction?: U.S. Policy and Eastern Europe in the 1950s," Journal of Cold War Studies, Fall 1999, Vol. 1 Issue 3, pp 67–110
- Grose, Peter. Operation Roll Back: America's Secret War behind the Iron Curtain (2000) online review （页面存档备份，存于）
- Lesh, Bruce. "Limited War or a Rollback of Communism?: Truman, MacArthur, and the Korean Conflict," OAH Magazine of History, Oct 2008, Vol. 22 Issue 4, pp 47–53
- Meese III, Edwin.  "Rollback: Intelligence and the Reagan strategy in the developing world,"  in Peter Schweizer, ed., The fall of the Berlin wall (2000), pp 77–86
- Mitrovich. Gregory. Undermining the Kremlin: America's Strategy to Subvert the Soviet Bloc 1947-1956 (2000)
- Stöver, Bernd. "Rollback: an offensive strategy for the Cold War," in Detlef Junker, ed. United States and Germany in the era of the Cold War, 1945 to 1990, A handbook: volume 1: 1945--1968 (2004) pp. 97–102.

### 第一手資料
- Burnham, James. Struggle for the World (1947)